# Рааб, Вильгельмина Ивановна
Вильгельмина Ивановна Рааб (урождённая Билик; в первом браке — Рааб, во втором — Плющевская-Плющик; 13 мая 1848, Аустерлиц — 10 [23] ноября 1917, Петроград) — русская (чешского происхождения) оперная, концертная певица (сопрано), вокальный педагог, профессор.

## Биография
Родилась в Аустерлице (ныне — Славков-у-Брна, район Вышков, Южноморавский край, Чехия) в семье музыканта. Училась игре на скрипке в Пражской, затем — в Венской консерватории, где обучалась также пению в классе А. Бухгольц-Фалькони. В 1869 году, переехав в Петербург, дебютировала в концерте Русского музыкального общества под управлением Э. Ф. Направника. В 1872 году с большой серебряной медалью окончила Петербургскую консерваторию (класс Г. Ниссен-Саломан).
В 1871—1885 годы — солистка Мариинского театра (дебют — Матильда в «Вильгельме Телле» Дж. Россини).
В 1884—1917 годах преподавала в Петербургской консерватории (с 1901 — профессор); в числе её учеников — Ц. О. Ивкова, Н. А. Папаян.

## Творчество

Рааб в роли Антониды. «Жизнь за царя» М. Глинки

Обладала сильным, ровным во всех регистрах голосом мягкого тембра и обширного диапазона; её исполнению были свойственны лиризм и естественность сценической игры.
Партнёрами В. И. Рааб на сцене были П. П. Булахов, В. И. Васильев, М. Д. Васильев, П. Н. Дюжиков, М. Д. Каменская, Ф. П. Комиссаржевский, Б. Б. Корсов, М. М. Корякин, А. П. Крутикова, В. Я. Майборода, И. А. Мельников, Д. А. Орлов, И. И. Палечек, О. А. Петров, И. П. Прянишников, М. И. Сариотти, Ф. И. Стравинский, О. Э. Шредер. Пела под управлением Э. Ф. Направника, А. Г. Рубинштейна.
Её обширный репертуар включал 32 партии в 29 операх, сольные партии в симфонических произведениях («Странствие Розы» Р. Шумана, «Венгерская коронационная месса» Ф. Листа, финал 9-й симфонии и «Торжественная месса» Л. Бетховена, «Реквием» В. А. Моцарта), романсы (Ф. Шуберта, Р. Шумана, Ф. Мендельсона-Бартольди, Ц. А. Кюи, А. Г. Рубинштейна, П. И. Чайковского).

### Избранные оперные партии
- Антонида («Жизнь за царя» М. И. Глинки)
- Людмила; Горислава («Руслан и Людмила» М. И. Глинки)
- Юдифь (одноимённая опера А. Н. Серова)
- Наталья («Ермак» М. Л. де Сантиса) — первая исполнительница (1873)[3]
- Ксения («Борис Годунов» М. П. Мусоргского) — первая исполнительница (полная версия 2-й редакции, 1874)[3]
- Наталья («Опричник» П. И. Чайковского) — первая исполнительница (1874)[3]
- Катерина («Опричник» П. И. Чайковского)
- Оксана («Кузнец Вакула» П. И. Чайковского) — первая исполнительница (1876)[3]
- Агнесса Сорель («Орлеанская дева» П. И. Чайковского) — первая исполнительница (1881)[3]
- Ассирийская женщина («Сарданапал» А. С. Фаминцына) — первая исполнительница (1875)[3]
- Тамара («Демон» А. Г. Рубинштейна) — первая исполнительница (1875)[3][6]
- Ноэми («Маккавеи» А. Рубинштейна) — первая исполнительница в России (1877)[3]
- Алёна Дмитриевна («Купец Калашников» А. Г. Рубинштейна) — первая исполнительница (1880)[3]
- Катарина («Анджело» Ц. А. Кюи) — первая исполнительница (1-я редакция, 1876)[3]
- Купава; Снегурочка («Снегурочка» Н. А. Римского-Корсакова)
- Донна Анна; Донна Эльвира («Дон Жуан» В. А. Моцарта)
- Ирена («Риенци» Р. Вагнера) — первая исполнительница в России (1879)[3]
- Елизавета («Тангейзер» Р. Вагнера)
- Эльза («Лоэнгрин» Р. Вагнера)
- Маргарита («Фауст» Ш. Гуно)
- Алиса («Роберт-Дьявол» Дж. Мейербера)
- Маргарита Валуа; Урбан («Гугеноты» Дж. Мейербера)
- Миссис Форд («Виндзорские кумушки» О. Николаи)
- Джильда («Риголетто» Дж. Верди)
- Аида (одноимённая опера Дж. Верди).

## В музыке
П. И. Чайковский посвятил ей романс «Канарейка» (op. 25 № 4, 1875).

## Память
Скрипка Вильгельмины Рааб была в конце 1917 года передана её дочерью в музей имени Э. Ф. Направника (в Мариинском театре), но в 1918 году исчезла.